# 訃報 1983年11月
訃報 1983年11月（ふほう 1983ねん11がつ）では、1983年（昭和58年）11月中に物故した、又は物故が報じられた人物についてまとめる。

## （1日 - 15日）

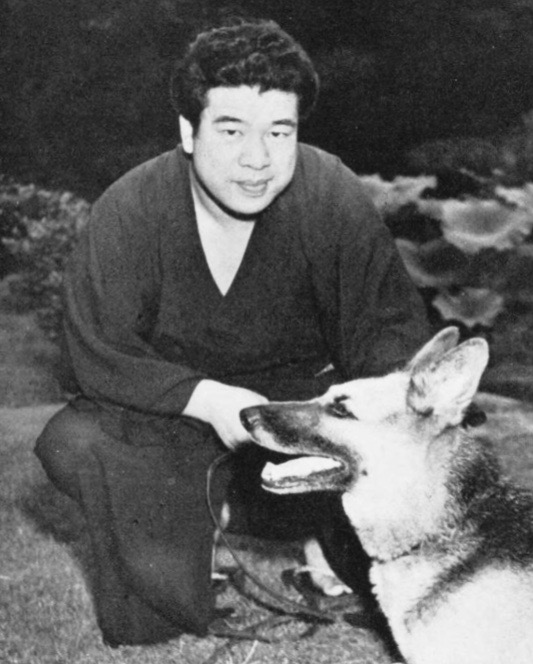
田村泰次郎／11月2日没

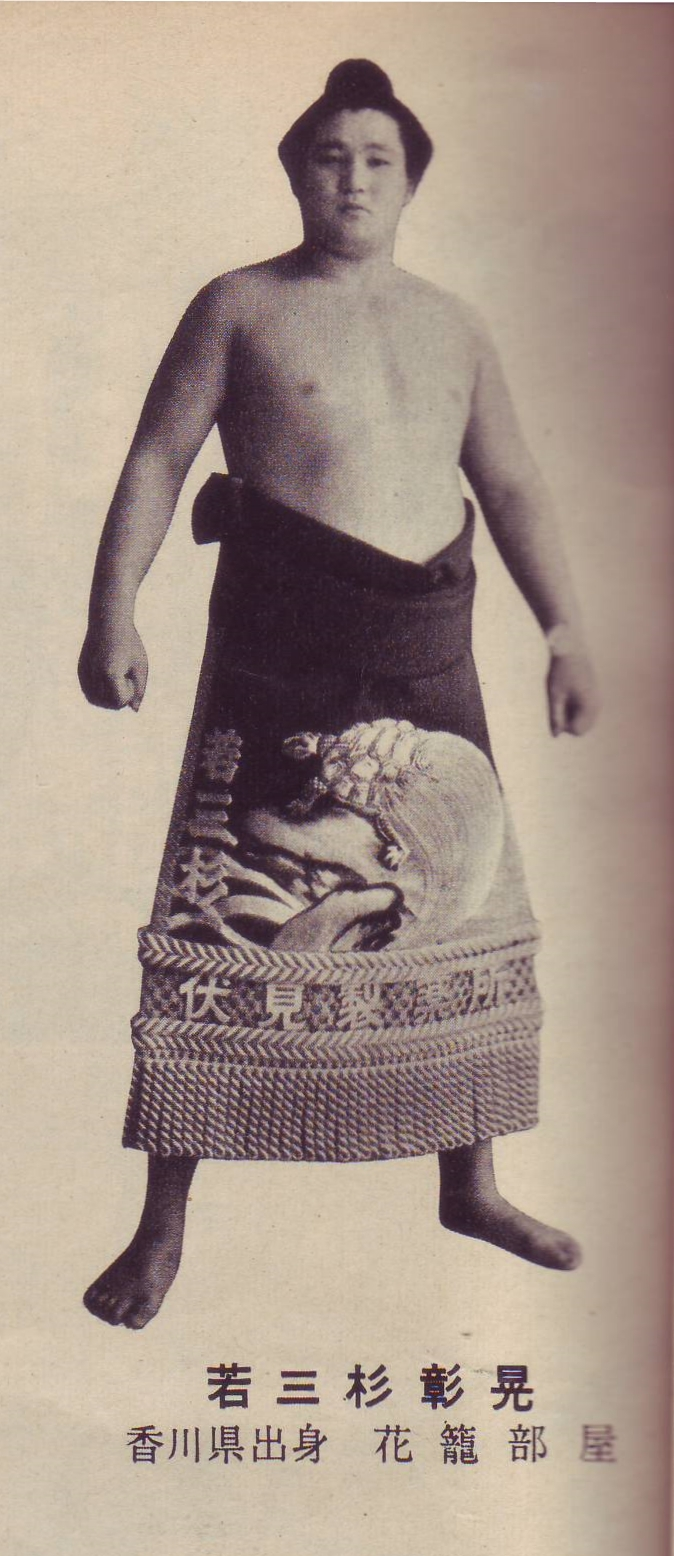
若三杉彰晃／11月2日没

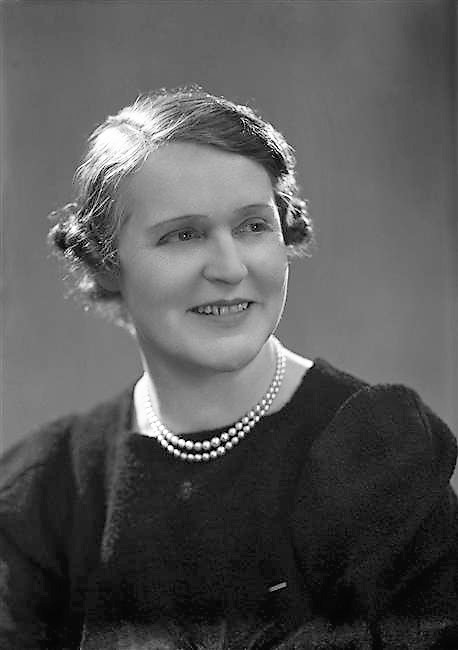
ジェルメーヌ・タイユフェール／11月7日没

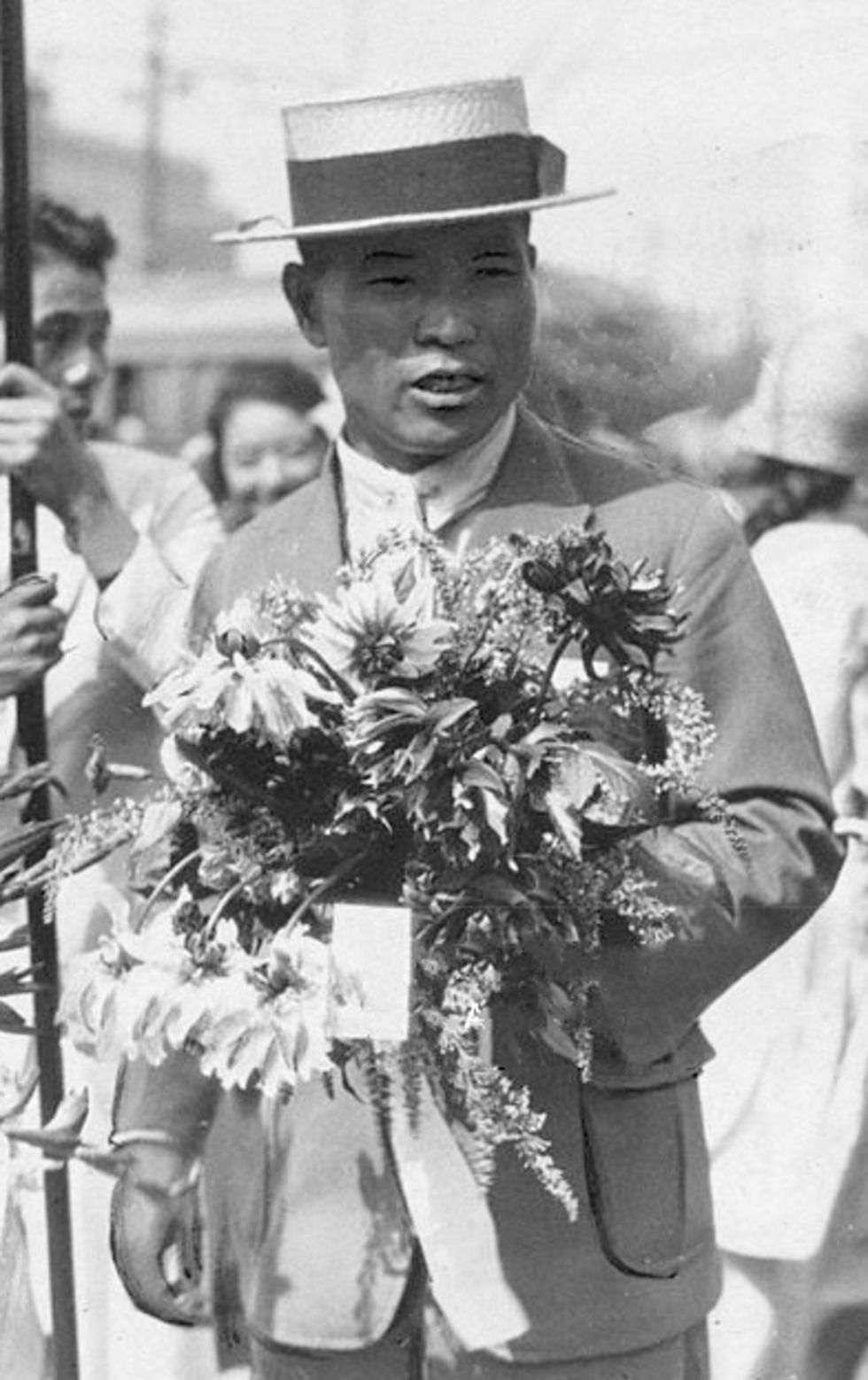
金栗四三／11月13日没

- 11月2日 - 足利惇氏、インド学者・元京都大文学部長・元東海大学長(* 1901年)
- 11月2日 - 田村泰次郎、小説家(* 1911年)
- 11月2日 - 若三杉彰晃、大相撲の力士・元関脇(* 1937年)
- 11月6日 - 金子正次、脚本家、俳優(* 1949年)
- 11月7日 - ジェルメーヌ・タイユフェール[要出典]、作曲家(* 1892年)
- 11月13日 - 金栗四三、マラソン選手(* 1891年)

## （16日 - 30日）

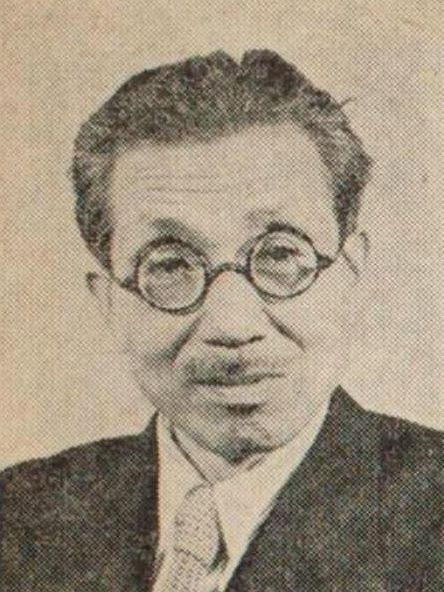
福本和夫／11月16日没

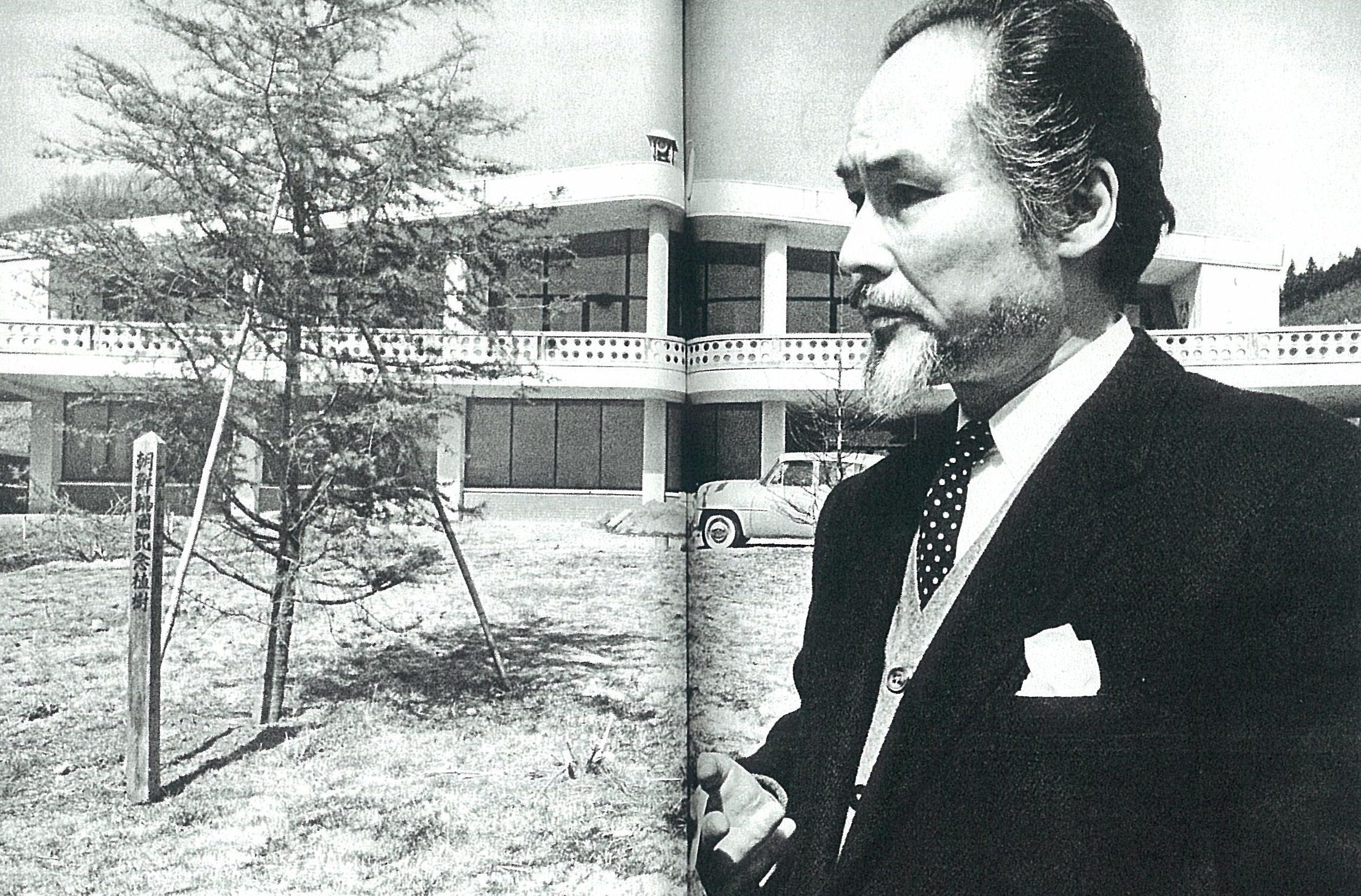
白井晟一／11月22日没

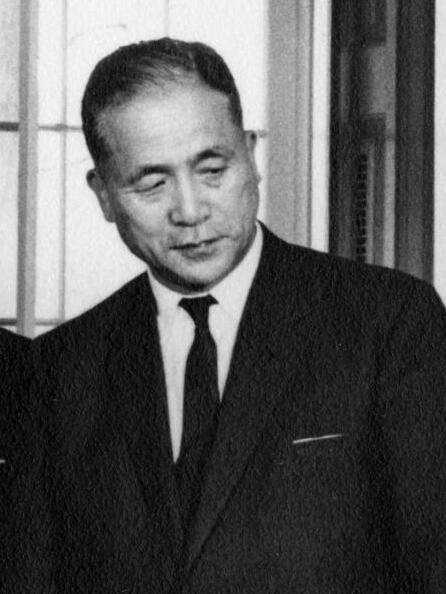
木村武雄／11月26日没

- 11月16日 - 福本和夫、経済学者・思想史家(* 1894年)
- 11月17日 - 大森義夫、俳優(* 1909年)
- 11月22日 - 白井晟一、建築家(* 1905年)
- 11月25日 - 山口進、版画家（* 1897年）
- 11月26日 - 木村武雄、政治家(* 1902年)